# Вацлав Баєр
Вацлав Баєр (чеськ. Václav Baier, нар. ? — пом. ?) — чехословацький футболіст, що грав на позиції лівого крайнього нападника. Відомий виступами, зокрема, у складі клубу «Вікторія» (Жижков). Чемпіон Чехословаччини у її складі. 

## Клубна кар'єра
Дебютував у вищій чехословацькій лізі у 1925 році виступами у складі команди «Вікторія» (Жижков), зігравши лише одну гру. Далі грав з команду «Метеор» (Прага), що у 1927 році посіла останнє місце у чемпіонаті.
З 1927 по 1931 роки знову виступав у складі клубу «Вікторія» (Жижков). У 1928 році здобув з командою історичну перемогу у чемпіонаті Чехословаччини. «Вікторія» перервала гегемонію клубів «Спарти» і «Славії». Клуб із Жижкова жодного разу не програв прямим конкурентам (зі «Славією» зіграли 2:2 і 4:3, зі «Спартою»  - 5:3 і 1:1) і заслужено став чемпіоном. Баєр виступав на позиції лівого крайнього нападника і відзначився трьома забитими голами. 
Влітку 1928 року «Вікторія», як чемпіон Чехословаччини, взяла участь у Кубку Мітропи, престижному міжнародному турнірі для найсильніших команд Центральної Європи. В 1/4 фіналу чехословацький клуб зустрічався з представником Югославії клубом «Граджянскі» (Загреб). В першому матчі команда Баєра несподівано поступилась у Загребі 2:3, а Вацлав забив гол на 84-й хвилині, встановивши остаточний рахунок матчу. Вдома «Вікторія» взяла упевнений реванш  - 6:1. У півфіналі суперником команди з Жижкова став віденський «Рапід». Команди обмінялись мінімальними перемогами - 4:3 і 2:3, тому для виявлення переможця був призначений додатковий матч, перемогу у якому здобули більш досвідчені австрійці  - 1:3. Баєр зіграв у всіх п'яти матчах своєї команнди. 
Наступного сезону «Вікторія» стала другою у чемпіонаті, але здобула перемогу в кубку Середньої Чехії, перегравши у фіналі з рахунком 3:1 «Лібень».
Загалом у складі «Вікторії» Баєр зіграв у першій лізі 24 матчі і забив 4 голи.
Грав у складі збірної міста Прага. Зокрема, у 1927 році брав участь у матчі зі збірною Відня, що завершився перемогою австрійської команди з рахунком 4:2.

## Титули і досягнення
- Чемпіон Чехословаччини : 1927-28
- Срібний призер чемпіонату Чехословаччини: 1928-29
- Бронзовий призер чемпіонату Чехословаччини: 1929-30, 1930-31
- Володар кубка Середньої Чехії: 1929

## Статистика виступів

### Статистика виступів у Кубку Мітропи
| №                      | Розіграш               | Стадія                 | Дата та місце проведення | Команда 1              | Рахунок | Команда 2           | Голи |
| ---------------------- | ---------------------- | ---------------------- | ------------------------ | ---------------------- | ------- | ------------------- | ---- |
| 1                      | 1928                   | 1/4                    | 26.08.1928, Загреб       | Граджянскі (Загреб)    | 3:2     | Вікторія (Жижков)   | 84'  |
| 2                      | 1928                   | 1/4                    | 2.09.1928, Прага         | Вікторія (Жижков)      | 6:1     | Граджянскі (Загреб) |      |
| 3                      | 1928                   | 1/2                    | 8.09.1928, Прага         | Вікторія (Жижков)      | 4:3     | Рапід (Відень)      |      |
| 4                      | 1928                   | 1/2                    | 16.09.1928, Відень       | Рапід (Відень)         | 3:2     | Вікторія (Жижков)   |      |
| 5                      | 1928                   | 1/2                    | 23.09.1928, Відень       | Рапід (Відень)         | 3:1     | Вікторія (Жижков)   |      |
| Всього в Кубку Мітропи | Всього в Кубку Мітропи | Всього в Кубку Мітропи | Всього в Кубку Мітропи   | Всього в Кубку Мітропи | 5       |                     | 1    |